# Szkoła statutowa
Szkoła statutowa – określenie dorobku doktryny prawa prywatnego międzynarodowego, które rozwinęło się do połowy XIX wieku. 
Istotą jest rozróżnienie pomiędzy normami dotyczącymi postępowania sądowego i normami prawa materialnego, przyjęto również zasadę właściwości legis foris a także locus formam actus. 
Wyróżnia się podział na statuty: rzeczowe i osobowe. Pierwszy określał reżim prawny rzeczy, zaś drugi odnosił się do osób.